# 에로 레토넨
에로 레이노 레토넨(핀란드어: Eero Reino Lehtonen, 1898년 4월 21일 ~ 1959년 11월 9일)은 핀란드의 육상 선수로 1920년과 1928년 하계 올림픽에서 5종 경기 2연승을 하였다.
1920년 올림픽에서는 5종 경기, 멀리뛰기와 10종 경기에 나가고, 4년 후에는 5종 경기와 1600m 릴레이에 나갔다. 5종 경기 2연승 외에 다른 종목들에서는 부족한 상연을 가졌다. 1928년 암스테르담 올림픽으로붜 5종 경기가 제외된 것을 알아차린 후 은퇴하였다.
1920년에 5종 경기와 멀리뛰기에서 국내 타이틀을 우승한 레토넨은 7.02m의 멀리뛰기 국내 신기록을 세웠다. 안트베르펀에서 그는 10종 경기를 시도하였으나 5개의 종목들에 나간 후에 포기하였다. 잠시 은퇴하다가, 1922년에 복귀하여 양종목의 국내 타이틀을 우승하였다.
파리 올림픽 5종 경기에서 로버트 르장드르가 멀리뛰기에서 세계 기록을 세웠으나, 레토넨은 평균에 더욱 잘 해내 금메달을 획득하였다.
1984년 그의 고향 미켈리에 있는 스포츠 공원에 그의 동상이 세워졌다.